# Portevinia
Portevinia is een vliegengeslacht uit de familie van de zweefvliegen (Syrphidae).

## Soorten
- P. maculata

Daslookgitje (Fallen, 1817)